# TVP Info
TVP Info è un canale televisivo polacco appartenente alla TVP. È nato nel 6 ottobre 2007. Trasmette contenuti informativi con il formato di 16:9.